# Eddie Redmayne
Pour les articles homonymes, voir Eddie et Redmayne.
Eddie Redmayne est un acteur britannique, né le 6 janvier 1982 à Londres.
En 2015, il remporte l'Oscar du meilleur acteur pour son interprétation du physicien et cosmologiste Stephen Hawking dans le film Une merveilleuse histoire du temps après avoir reçu le Golden Globe du meilleur acteur dramatique, le Bafta du Meilleur Acteur et le Screen Actor Guild Awards du Meilleur Acteur notamment ; il est également nommé officier de l'ordre de l'Empire britannique.
L'année suivante, il reçoit de nouveau de nombreuses nominations et récompenses pour son interprétation de Lili Elbe, femme trans, dans Danish Girl. Il est de nouveau nommé aux Oscars en 2016, dans la catégorie du meilleur acteur.

## Biographie

### Jeunesse et formations
Edward John David Redmayne naît le 6 janvier 1982 à Londres, en Angleterre. Sa mère, Patricia Burke, gère une entreprise de relocalisation tandis que son père, Richard Redmayne est un homme d'affaires dans le secteur de la finance.
Il fait ses études au collège d'Eton, la même année que le Prince William. Il étudie ensuite l'histoire de l'art au Trinity College (Cambridge), où il obtient son diplôme « mention bien » en 2003. Pendant son temps libre, il joue dans des pièces de théâtre avec le National Youth Music Theatre. Il écrit son mémoire sur la couleur signature de Yves Klein, le bleu Klein.

### Carrière

#### Acteur
En 2002, Eddie Redmayne fait ses débuts de comédien professionnel en reprenant le rôle de Viola dans La Nuit des Rois au Middle Temple Hall.
En 2004, il remporte le prix de la meilleure révélation aux 50èmes Evening Standard Theatre Awards pour son rôle dans la pièce The Goat, or Who is Sylvia? d'Edward Albee, ainsi qu'aux Critics' Circle Theatre Awards, un an plus tard. Puis, il joue dans la pièce Now or Later de Christopher Shinn au Royal Court Theatre.

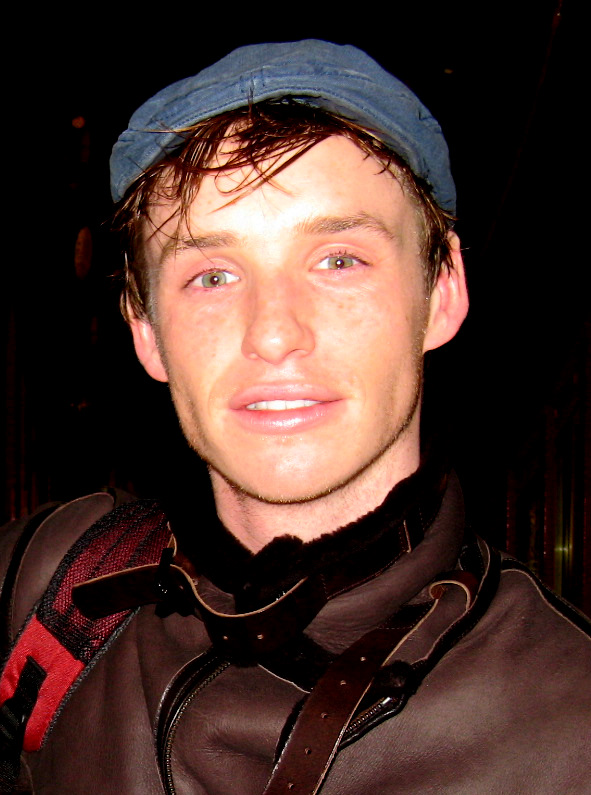
Eddie Redmayne, en 2009.

En 2009, il apparaît dans la nouvelle pièce Rouge de John Logan, au Donmar Warehouse à Londres, pour laquelle il remporte le Laurence Olivier Award du meilleur second rôle, en 2010. Il reprend son personnage au John Golden Theatre de Broadway, en 2010 et reçoit le prix du meilleur second rôle lors de la cérémonie des 64e Tony Awards.
Ses principaux rôles à la télévision incluent celui d'Angel Clare dans la mini-série Tess of the D'Urbervilles sur BBC, Jack Jackson, héros de l'adaptation télévisuelle du roman éponyme de Ken Follett, Les Piliers de la Terre, ainsi que celui de Stephen Wraysford dans la mini-série Birdsong, tirée du roman de Sebastian Faulks.
Au cinéma, il enchaîne des seconds rôles dans Raisons d'État, Powder Blue, Savage Grace, Deux Sœurs pour un roi et 1939. Il tourne en 2008 avec Kristen Stewart dans le film indépendant The Yellow Handkerchief, où il joue le rôle de Gordy, un jeune homme un peu étrange. Le film sort aux États-Unis deux ans plus tard mais reste inédit en France. Puis en 2010, il obtient le rôle principal du film d'horreur Black Death de Christopher Smith, où il joue le rôle d'Osmund, un moine confronté à une épidémie de peste bubonique et à un nécromancien mystérieux.
En décembre 2011, de retour au théâtre, il reprend le rôle du roi Richard II d'Angleterre dans la pièce shakespearienne Richard II, mise en scène par Michael Grandage, au Donmar Warehouse pendant trois mois.
En 2012, il partage l'affiche du film My Week with Marilyn, avec Michelle Williams, où il interprète le rôle de Colin Clark, jeune assistant réalisateur,. Même année, il reprend le rôle de Marius Pontmercy dans l'adaptation cinématographique de la comédie musicale Les Misérables, elle-même inspirée du roman de Victor Hugo.

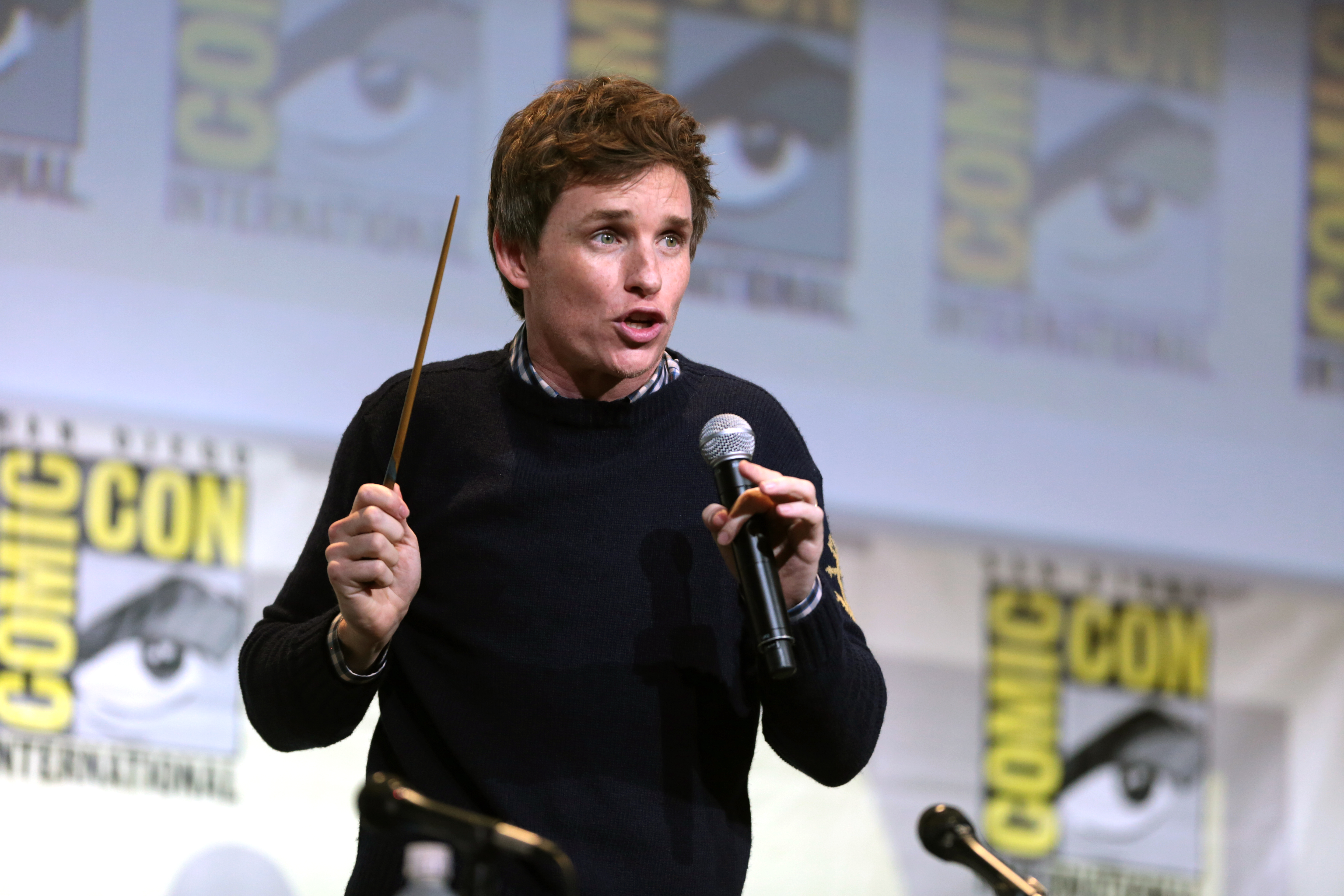
Eddie Redmayne, en 2016.

En 2015, il est à l'affiche du film Une merveilleuse histoire du temps de James Marsch, où il incarne le rôle du physicien et cosmologiste Stephen Hawking, rôle qui lui vaut l'Oscar du meilleur acteur. Le 2 juin 2015, après deux mois de rumeurs, Warner Bros annonce officiellement qu'il tiendra le rôle de Norbert Dragonneau, le personnage principal des Animaux fantastiques. Le film, sorti en novembre 2016, est le premier épisode d'une pentalogie, adaptée du monde des sorciers de J. K. Rowling. Le deuxième film, Les Crimes de Grindelwald, est sorti en 2018, et le troisième, en 2022.

#### Mannequinat
En 2008, 2011 et 2012, Eddie Redmayne représente la marque de mode britannique Burberry dans ses campagnes publicitaires,, avec respectivement Alex Pettyfer et Cara Delevingne.
Avant cela, il avait fait du mannequinat pour des catalogues, en particulier pour une compagnie de tricot appelée Rowan Yarns,.
Dans le numéro de Vanity Fair de septembre 2012, il fait partie de la liste des célébrités les mieux habillées.
En 2015, il obtient la première place dans la liste de GQ des célébrités britanniques les mieux habillées[réf. nécessaire].

### Vie privée
Le 15 décembre 2014, Eddie Redmayne épouse l'attachée de presse Hannah Bagshawe, à Babington House en Angleterre. Ensemble, ils ont eu une fille, Iris Mary, née en juin 2016, et un garçon, Luke Richard, né en mars 2018.
En 2015, il est nommé officier de l'ordre de l'Empire britannique (OBE) pour sa carrière, durant la cérémonie officielle des honneurs de la reine.

## Filmographie

### Cinéma
- 2006 : Like Minds de Gregory J. Read : Alex Forbes
- 2006 : Raisons d'État (The Good Shepherd) de Robert De Niro : Edward Bell Wilson Jr.
- 2007: Elizabeth : L'Âge d'or (Elizabeth: The Golden Age) de Shekhar Kapur : Thomas Babington
- 2007 : Savage Grace de Tom Kalin : Tony Baekeland
- 2008 : The Yellow Handkerchief : Gordon « Gordy »
- 2008 : Deux Sœurs pour un roi (The Other Boleyn Girl) de Justin Chadwick : William Stafford
- 2009 : 1939 de Stephen Poliakoff : Ralph
- 2009 : Points de rupture (Powder Blue) de Timothy Linh Bui : Qwerty Doolittle
- 2010 : Black Death de Christopher Smith : Osmund
- 2011 : Hick de Derick Martini : Eddie Kreezer
- 2012 : My Week with Marilyn de Simon Curtis : Colin Clark
- 2013 : Les Misérables de Tom Hooper : Marius
- 2015 : Une merveilleuse histoire du temps (The Theory of Everything) de James Marsh : Stephen Hawking
- 2015 : Jupiter : Le Destin de l'univers (Jupiter Ascending) des Wachowski : Balem Abrasax
- 2016 : Danish Girl de Tom Hooper : Einar Wegener / Lili Elbe
- 2016 : Les Animaux fantastiques (Fantastic Beasts and Where to Find Them) de David Yates : Norbert Dragonneau
- 2018 : Les Animaux fantastiques : Les Crimes de Grindelwald (Fantastic Beasts : The Crimes of Grindelwald) de David Yates : Norbert Dragonneau
- 2019 : The Aeronauts de Tom Harper : James Glaisher
- 2020 : Les Sept de Chicago (The Trial of the Chicago 7) d'Aaron Sorkin : Tom Hayden
- 2022 : Les Animaux fantastiques : Les Secrets de Dumbledore (Fantastic Beasts : The Secrets of Dumbledore) de David Yates : Norbert Dragonneau[22]
- 2022 : Meurtres sans ordonnance (The Good Nurse) de Tobias Lindholm : Charles Cullen (en)

### Télévision

#### Téléfilm
- 2011 : The Miraculous Year de Kathryn Bigelow : Connor Lynn
- 2016 : Looking for Pudsey de Ed Bye : Lui-même (court-métrage)

#### Séries télévisées
- 1998 : Animal Ark : John Hardy (saison 5, épisode 172)
- 2003 : Doctors : Rob Huntley (saison 2, épisode 1)
- 2005 : Elizabeth I : Southampton (mini-série ; 2 épisodes)
- 2008 : Tess of the D'Urbervilles : Angel Clare (mini-série ; 4 épisodes)
- 2010 : Les Piliers de la Terre : Jack Jackson (mini-série ; 8 épisodes)
- 2012 : Birdsong : Stephen Wraysford (2 épisodes)
- 2024 : The Day of the Jackal : The Jackal (également producteur délégué)

### Doublage
- 2018 : Early Man de Nick Park : Dug (voix originale)[23]

## Théâtre
- 2002 : La Nuit des rois, théâtre du Globe : Viola
- 2003 : Master Harold...And The Boys, Liverpool Everyman Playhouse : Master Harold
- 2004 : The Goat or Who Is Sylvia?, Almeida Theatre : Billy
- 2004 : Hécube, Donmar Warehouse : Polydore
- 2008 : Now or Later, Royal Court Theatre : John Jr.
- 2009-2010 : Red, Donmar Warehouse : Ken
- 2010 : Red, John Golden Theatre : Ken
- 2012 : Richard II, Donmar Warehouse : Richard II
- 2021-2022 : Cabaret at the KitKatClub, Playhouse Theatre London : Emcee

## Distinctions

### Récompenses
- Evening Standard Theatre Awards 2004 : Milton Shulman Award de la meilleure révélation pour The Goat, or Who Is Sylvia ?[24]

- Laurence Olivier Awards 2010 : meilleur second rôle pour Red[25]
- Tony Awards 2010 : meilleur comédien pour Rouge[26]

- Critics' Circle Theatre Awards 2012 : John and Wendy Trewin Award de la meilleure performance shakespearienne de l'année pour Richard II au Donmar Warehouse[27]

- Festival du film de Hollywood 2014 : meilleure performance pour Une merveilleuse histoire du temps
- Festival du film Nuits noires de Tallinn 2014 : meilleur acteur pour Une merveilleuse histoire du temps
- New York Film Critics Online Awards 2014 : meilleur acteur pour Une merveilleuse histoire du temps
- Women Film Critics Circle Awards 2014 : meilleur acteur  pour Une merveilleuse histoire du temps
- British Academy Film Awards 2015 : Meilleur acteur pour Une merveilleuse histoire du temps
- Golden Globes 2015 : Meilleur acteur dans un film dramatique pour Une merveilleuse histoire du temps
- Screen Actors Guild Awards 2015 : Meilleur acteur pour Une merveilleuse histoire du temps
- Oscars 2015 : Meilleur acteur pour Une merveilleuse histoire du temps
- Razzie Awards 2016 : Pire acteur dans un second rôle pour Jupiter : Le Destin de l'univers
- Empire Awards 2017 : Meilleur acteur pour Les Animaux Fantastiques

### Nominations
- Oscars 2016 : Meilleur acteur pour Danish Girl
- Golden Globes 2023 : Meilleur acteur dans un second rôle pour Meurtres sans ordonnance
- Golden Globes 2025 : Meilleur acteur dans une série télévisée dramatique pour The Day of the Jackal

## Voix francophones
En version française, Eddie Redmayne est dans un premier temps doublé par plusieurs acteurs. Ainsi, il est doublé à trois reprises chacun par Tony Marot dans Like Minds, Birdsong et Les Piliers de la Terre, ainsi que par Donald Reignoux dans Raisons d'État, Points de rupture et Jupiter : Le Destin de l'univers. Félicien Juttner le double à deux reprises dans My Week with Marilyn et Les Misérables, tandis qu'il est doublé à titre exceptionnel par Fabrice Némo dans Elizabeth I, Adrien Antoine dans Deux Sœurs pour un roi et Jean-Marco Montalto dans Black Death.
Le doublant dans Une merveilleuse histoire du temps et Danish Girl en 2014 et 2015, Théo Frilet devient par la suite sa voix sans discontinu et se retrouve dans la série de films Les Animaux fantastiques, The Aeronauts, Les Sept de Chicago ou encore dans Meurtres sans ordonnance.